# Solveig Rönn-Christiansson
Solveig Adina Olena Rönn-Christiansson (11 de novembro de 1902 - 8 de junho de 1982) era uma política sueca comunista. Ela era membra do parlamento sueco como representante dos comunistas de Gotemburgo em dois períodos: de 1937 a 1940 e de 1945 a 1958. Ela trabalhou como zeladora e depois como assessora de juiz.
Solveig Rönn-Christiansson focou em políticas sociais, como legislação do direito à sedação durante o parto e remuneração igual por trabalho igual entre homens e mulheres. Ela também foi a favor da proibição da palmada no sistema educacional, que condenou por ser pedagogicamente contraproducente e socialmente discriminatória, pois alegava que a palmada era usada principalmente para estudantes da classe trabalhadora.